# Robert Thomas (ciclista)
Robert "Bobby" Thomas (Kenosha, Wisconsin, 7 de setembre de 1912 - Phoenix, 12 de novembre de 2008) fou un ciclista estatunidenc, professional des del 1933 fins al 1940. Com a amateur va participar en els Jocs Olímpics de 1932 a Los Angeles.
Posteriorment, es va especialitzar en les curses de sis dies, en què en va guanyar 3.

## Palmarès
- 1930
  -  Campió dels Estats Units en ruta
- 1938
  - 1r als Sis dies de Buffalo (amb Gustav Kilian)
- 1939
  - 1r als Sis dies de Chicago (amb Gustav Kilian)
- 1940
  - 1r als Sis dies de Pittsburgh (amb Jimmy Walthour)